# Syndrome du banquet
Le syndrome du banquet se manifeste lorsqu'une personne a des difficultés spécifiques à entendre au milieu d'une foule, tout en entendant sans problème dans le silence.
Ce symptôme, particulièrement délicat à détecter, serait dû à une atteinte de l'oreille interne (lésion de la cochlée)[réf. souhaitée]. Ce trouble de démasquage de la parole peut être dû à une perte de sélectivité fréquentielle, à une altération de la perception de la structure fine de l'enveloppe temporelle de la parole[réf. souhaitée] ou à un déficit d'inhibition latente. Ce n'est pas une perte tonale (dB) et ne peut donc pas être compensé par une simple amplification sonore.
Il peut être corrigé en améliorant sensiblement le rapport signal/bruit. Le meilleur moyen d'éliminer le bruit ambiant est de capter le son à la source par un dispositif électronique (assistant d'écoute) doté d'un émetteur (microphone qui capte les paroles) et de transmettre le signal via une liaison sans fil à un récepteur équipé d'écouteurs ou se couplant à une audioprothèse.
Ce syndrome s'oppose à l'effet cocktail party, qui, au contraire, désigne l'aptitude à suivre une conversation dans un bruit ambiant.